# Xavier Fauche
Xavier Fauche (* 30. April 1946 in Paris) ist ein französischer Comicautor.

## Leben
Xavier Fauche studierte an der Wirtschaftshochschule in Le Havre und arbeitete dann als ausführender Produzent im französischen Radio und Fernsehen. Seine Bekanntschaft mit Jean Léturgie führte ihn zum frankobelgischen Comic.
Zusammen mit Jean Léturgie schrieb er zahlreiche Szenarios für die Serien von Morris. Für Lucky Luke entstanden sechs albenlange Abenteuer und die Kurzgeschichte Die Hellseherin, die 1986 im Album Die Geister-Ranch und andere Geschichten abgedruckt wurde. Hingegen war Belle Starr eine eigene Arbeit von Xavier Fauche. Sein letztes Album für Rantanplan und Lucky Luke sowie seinen Beitrag für das Marsupilami schrieb er zusammen mit Éric Adam.
Xavier Fauche gründete 1991 eine Agentur für interne und externe Unternehmenskommunikation in Comicform.

## Werke
- Lucky Luke (1982–1997)
- Cédric Lebihan (1982–1984)
- Tassilo (1983–1995)
- Rantanplan (1985–1997)
- Marsupilami (1995–1997)